# Xã Fountain Prairie, Quận Pipestone, Minnesota
Xã Fountain Prairie (tiếng Anh: Fountain Prairie Township) là một xã thuộc quận Pipestone, tiểu bang Minnesota, Hoa Kỳ. Năm 2010, dân số của xã này là 188 người.